# 平多巴苏
平多巴苏（葡萄牙語：Pindobaçu）是巴西巴伊亚州的一个市镇。总面积527.742平方公里，总人口18551人，人口密度35.2人/平方公里。